# Form & Function Vol. 2
«Form & Function Vol. 2» — четвёртый альбом Photek, выпущенный 24 сентября 2007 года на лейбле Sanctuary Records. Альбом представляет собой коллекцию дабплейтов (популярных, но никогда не издававшихся треков), ремиксов, а также совместных работ и некоторого нового материала.
Альбом выпущен на двух компакт-дисках, где второй диск представляет собой микс из классических работ и другого неизданного материала Photek. Также вышла виниловая версия альбома для диджеев. К каждой копии компакт-диска прилагался специальный код, позволявший бесплатно скачать ремикс от дуэта LA Riots на заглавный сингл «Love & War».

## Список композиций
1. Industry of Noise (5:27)
2. Love & War (Album Version) (5:04), вокал — Chiara
3. Things (5:53), вокал — Robert Owens
4. Ni Ten Ichi Ryu (TeeBee Remix) (5:04)
5. Deadly Technology (5:32)
6. Sidewinder (Hochi Remix) (6:50)
7. One Nation (5:50)
8. Saturated Hip Hop (6:35)
9. Man Down (6:06), совместно с Tech Itch и TeeBee
10. Thunder (DJ Die & Clipse Remix) (5:51)
11. The Beginning (5:16)
12. Full Spectrum Dominance (6:15), совместно с Hochi
13. Baltimore (Tech Itch & Dylan Remix) (6:58)

## Синглы
- Reach Out (11 сентября 2007) — только в цифровом виде на сайте Drum & Bass Arena

1. Reach Out (7:19)

- Love & War (17 сентября 2007), вокал — Chiara

1. Love & War (Album Version) (5:04)
2. Love & War (LA Riots Remix) (5:36)
3. Love & War (Hochi Remix) (6:11)